# Gestión integral de riesgo
La gestión integral de riesgo (GIR) se desarrolla en tres dimensiones.
- Primera dimensión: Prevención de la ocurrencia de un desastre a través de una mejor preparación de la sociedad civil y de las instituciones responsables, como son la Defensa Civil;
- Segunda dimensión: Mitigación de los efectos causados por desastres
- Tercera dimensión: Evitar la existencia del riesgo (a largo plazo), actuando sobre sus causas, como por ejemplo la degradación ambiental, propiciando una mayor armonía con los ecosistemas y una sostenibilidad de los procesos.